# Luminița Trombițaș
Luminița Trombițaș est une ancienne joueuse de volley-ball roumaine, désormais entraîneur, née le 5 juillet 1971 à Turda. Elle mesure 1,82 m et jouait au poste de passeuse. Elle a totalisé 190 sélections en équipe de Roumanie.

## Clubs
| Club                    | De        | À         |
| ----------------------- | --------- | --------- |
| CS Rapid Bucarest       | 1988-1989 | 1989-1990 |
| “U” Cluj                | 1990-1991 | 1996-1997 |
| Jedinstvo Užice         | 1997-1998 | 1997-1998 |
| CS Rapid Bucarest       | 1998-1999 | 1998-1999 |
| Pallavolo Palermo       | 1999-2000 | 2000-2001 |
| Volley Club Padova      | 2001-2002 | 2002-2003 |
| Toulitsa Toula          | 2003-2004 | 2003-2004 |
| Dinamo Moscou           | 2004-2005 | 2004-2005 |
| Hôtel Cantur Las Palmas | 2005-2006 | 2006-2007 |
| VBC Voléro Zurich       | 2007-2008 | 2007-2008 |
| AO Markopoulou          | sept 2008 | mars 2009 |
| RC Cannes               | mars 2009 | mai 2009  |
| “U” Cluj                | 2012-2013 | 2012-2013 |
| CS Volei Alba-Blaj      | 2013-2014 | 2013-2014 |
| CS Dinamo Bucarest      | 2014-2015 | 2014-2015 |
| CSM Bucarest            | jan 2015  | mai 2015  |
| CSM Lugoj               | 2015-2016 | 2015-2016 |

## Palmarès
- Championnat de Serbie-et-Monténégro
  - Vainqueur : 1998.
- Coupe de Serbie-et-Monténégro
  - Vainqueur : 1998.
- Championnat de Roumanie
  - Vainqueur : 1999.
- Championnat de Russie
  - Finaliste : 2005.
- Championnat d'Espagne
  - Finaliste : 2006.
- Coupe d'Espagne
  - Finaliste : 2006.
- Supercoupe d'Espagne
  - Finaliste : 2005.
- Championnat de Suisse
  - Vainqueur : 2008.
- Coupe de Suisse
  - Vainqueur : 2008.
- Championnat de France
  - Vainqueur : 2009
- Coupe de France
  - Vainqueur : 2009